# Georg Ahrens (Diplomat)
Georg Ahrens (* 12. November 1890 in Berlin; † 7. September 1967 in Karlsruhe) war ein deutscher Diplomat und Schriftsteller.

## Leben
Georg Ahrens wurde als Sohn des Geschäftsinhabers einer Handelsfirma Gustav Ahrens und dessen Ehefrau Johanna, geborene Wernicke-Laurenz, in Berlin geboren. Hier besuchte er auch das Realgymnasium Berlin-Grunewald, das heutige Walther-Rathenau-Gymnasium, wo er zu Ostern 1909 das Abitur ablegte. Anschließend studierte er Jura an der Albert-Ludwigs-Universität Freiburg, der Ludwig-Maximilians-Universität München und zum Schluss bis 1913 an der Friedrich-Wilhelms-Universität Berlin in Berlin. Noch im gleichen Jahr im Mai legte er sein Referendarexamen ab und promovierte im Juni zum Dr. jur. Am 3. Juni begann er eine Tätigkeit im preußischen Justizdienst.

### Im Auswärtigen Amt
Zum 16. Januar 1914 wurde Georg Ahrens in das Auswärtige Amt einberufen, war zunächst unentgeltlich beschäftigt und wurde im Juni 1914 ins deutsche Generalkonsulat nach Shanghai beordert. Von hier aus wechselte er bereits im September an das Generalkonsulat Yokohama und im Folgemonat an das Konsulat nach New Orleans. Zum 1. März 1915 wurde er an die deutsche Botschaft in Washington versetzt. Als nach der Kriegserklärung der USA an Deutschland die Botschaft im Juli 1917 geschlossen wurde, kehrte er nach Berlin zurück, versah dort ab 26. April 1917 den Dienst im Auswärtigen Amt in der Abteilung IV (Nachrichten), wurde etwas später als Attaché zugelassen und zum 8. November 1918 zum Legationssekretär ernannt.
Mit Gründung der Weimarer Republik erhielt Georg Ahrens eine Beschäftigung im Verantwortungsbereich des Unterstaatssekretärs für politische Angelegenheiten. Hier arbeitete er eng mit Carl Brinkmann (1885–1954) aus der Abteilung IA zusammen, mit dem er in dieser Zeit auch die Publikation „Das staatsmännische Werk des Präsidenten in seinen Reden: Woodrow Wilson“ herausgab. Ab Mitte 1920 leitete er dann das Büro des Staatssekretärs für politische Angelegenheiten und führte ab 30. Januar 1922 die Amtsbezeichnung Legationsrat. Hier bereitete er sich seit Ende des Jahres auf seinen nächsten Auslandseinsatz in Ungarn vor. Als Gesandtschaftsrat II. Klasse führte ihn der Auftrag an die deutsche Gesandtschaft in Budapest. Deutscher Geschäftsträger war hier Viktor Prinz zu Wied (1877–1946). Seinen Dienst trat Ahrens am 24. April 1923 an. Nach zwei Jahren kehrte er im Juni 1925 wieder nach Deutschland zurück, wurde im Auswärtigen Amt in der Abteilung III (Britisches Reich, Amerika, Orient) kommissarisch beschäftigt und wechselte im Sommer des gleichen Jahres nach St. Louis. Zur Wiedereinrichtung des dortigen deutschen Konsulats trat er am 15. Oktober 1925 seinen Dienst an und wurde im Juli 1929 zum Konsul II. Klasse ernannt. Nach weiteren drei Jahren wechselte er zum Jahresende an die Gesandtschaft nach Mexiko. Deutscher Gesandter in Mexiko-Stadt war zu dieser Zeit Eugen Johann Will (* 1877). Bereits im Oktober des Folgejahres wurde Ahrens vor Ort zum Gesandtschaftsrat ernannt. Während seiner Amtszeit beschäftigte er sich mit der Kultur Mexikos und veröffentlichte 1936 einen Dokumentationsband über die Ausgrabungsorte Monte Albán und Mitla. Anfang 1938 ließ er sich im Januar in den einstweiligen Ruhestand versetzen, kehrte aus Mexiko nach Deutschland zurück. Nach einer Beschäftigung in der Überseeabteilung der AEG zum Jahresende 1938 arbeitete er ab 8. November 1939 wiederum im Auswärtigen Amt in der Kulturpolitischen Abteilung, Referat V (Abmachungen und Verträge auf kulturellem Gebiet). Dieses Referat übernahm er 1943 als Leiter und war dann bis zum 31. Januar 1945 im Auswärtigen Amt tätig.
Nach der Niederlage Deutschlands im Zweiten Weltkrieg 1945 und der Bildung der vier Besatzungszonen war Georg Ahrens von Oktober 1946 bis März 1949, kurz vor der Gründung der Bundesrepublik Deutschland, persönlicher Referent des hessischen Ministerpräsidenten Karl Geiler (1878–1953) und später dessen Nachfolgers Christian Stock (1884–1967), mit der Amtsbezeichnung eines Oberregierungsrates. Daraufhin war er als freier Schriftsteller tätig, übersetzte mehrere politische Bücher, so beispielsweise Schriften von Henry Kissinger, schrieb dazu Einleitungen und veröffentlichte sie in deutschen Verlagen.
Im Jahr 1951 kehrte Georg Ahrens in den Dienst des Auswärtigen Amtes zurück, wo er mit der Einrichtung und anschließenden Übernahme des Konsulats in Atlanta beauftragt wurde und sein Amt am 20. Mai 1951 als Konsul I. Klasse antrat. Knapp zwei Jahre später wurde er im Februar 1953 zum Leiter der neu eingerichteten Gesandtschaft in Colombo vorgeschlagen und übernahm diese im Dezember 1953. Nach zwei Jahren Amtszeit bat er Ende 1955 um Versetzung in den Ruhestand und kehrte im Februar 1956 nach Deutschland zurück.

## Familie
Am 18. Februar 1922 heiratete Georg Ahrens Hildegard, geborene Schmidt zur Nedden. Aus dieser Ehe gingen zwei Söhne hervor. Der Älteste war Johann Georg, geboren am 7. Dezember 1922, gefolgt von Rudolf-Martin geboren am 6. Februar 1928.
Georg Ahrens verstarb am 7. September 1967 in Karlsruhe.

## Schriften
- Das staatsmännische Werk des Präsidenten in seinen Reden: Woodrow Wilson, (als Herausgeber, gemeinsam mit Carl Brinkmann), D.Reimer Verlag Berlin, 1919
- Fotos der Ausgrabungsorte Monte Albán und Mitla, Ibero-Amerikanisches Institut Oaxaca, México, 1936
- Europa vor der Entscheidung: Erinnerungen u. Ausblick eines engl. Politikers, von Robert Boothby, (als Herausgeber und Übersetzer), Droste-Verlag Düsseldorf, 1951
- Kernwaffen und auswärtige Politik, von Henry Kissinger, mit Einleitung von Frido von Senger (als Übersetzer), Oldenbourg Verlag München, 1959